# Valerietta
Valerietta là một chi bướm đêm thuộc họ Noctuidae.

## Loài
- Valerietta boursini de Freina & Hacker, 1985
- Valerietta bulgarica (Drenowski, 1953)